# کارلو دآنجلو
کارلو دآنجلو (ایتالیایی: Carlo D'Angelo2 فوریه ۱۹۱۹–۹ ژوئن ۱۹۷۳) بازیگر اهل ایتالیا بود.
از فیلم‌ها یا برنامه‌های تلویزیونی که وی در آن نقش داشته‌است، می‌توان به جنگ بزرگ، هرکول آزادشده، سکوت بزرگ و هیرود بزرگ اشاره کرد.

## مرگ
دآنجلو در سن ۵۴ سالگی درگذشت. او ۲۵ روز قبل از مرگش تحت عمل جراحی معده قرار گرفته بود.